# Adolf Kellermüller
Gustav Adolf Kellermüller (* 29. Mai 1895 in Winterthur; † 2. Februar 1981 ebenda) war ein Schweizer Architekt.
Nach Ausbildung am Technikum Winterthur und Studium an der Hochschule für die bildenden Künste als Meisterschüler und Werkstudent bei German Bestelmeyer nahm er 1916 eine Anstellung in Ostpreussen an. Ab 1919 führte er in Goldap ein eigenes Architekturbüro. Seit 1923 in die Schweiz zurückgekehrt, arbeitete er zunächst mit Franz Scheibler, der wie er am Winterthurer Technikum bei Robert Rittmeyer studiert hatte, und später mit Hans Bernoulli zusammen, bis er um 1925 mit Hans Hofmann ein gemeinsames Büro Kellermüller & Hofmann gründete, das bis 1941 bestand, als sein Partner Hans Hofmann einen Ruf an die ETH Zürich erhielt und mehrere Jahre nicht baute. Im Anschluss plante Kellermüller zunächst vor allem Industriebauten. Die endgültige Trennung der Partner erfolgte 1952; Kellermüller baute danach weiterhin Industriebauten, etwa für Georg Fischer in Schaffhausen, Schulen, Kirchen, öffentliche Bauten und Siedlungen.

## Werkauswahl
Adolf Kellermüller
- Mietshaus Leitzki, Goldap (Ostpreussen) 1916
- Haus Hünck, Maleyken (Kreis Goldap) 1917
- Kurlistrasse, Doppelhäuser, Winterthur 1923–25
- Unterer Deutweg, Siedlung, Winterthur 1923–25
- Bachtelstrasse, Siedlung, Winterthur Veltheim 1924
- Eichliacker, Siedlung, Winterthur Töss 1924–28
- Kolonie Selbsthilfe, Siedlung, Winterthur 1925–29
- Boller, Winkler & Cie, Weberei, Turbenthal 1940–42
- Rieter AG, Wohlfahrtshaus, Winterthur 1947
- Kolonie Winzerstrasse, Siedlung, Winterthur 1949
- Georg Fischer AG, Zentrallabor, Schaffhausen 1955–56
- Kirche, Truttikon 1957
- Kirche, Trüllikon 1961
- Evangelische Kirche Hüttwilen, Hüttwilen 1963
- Georg Fischer AG, Bürogebäude, Schaffhausen 1970

Kellermüller & Hofmann
- Siedlung Stadtrain, Winterthur, 1928–1943
- Laubenganghaus, Siedlung Eglisee, Wohnungsbauausstellung Basel (WOBA), 1930
- Kreuzreihenhäuser der Heimstättengenossenschaft, Winterthur 1929–1931
- Kindergartenhaus Wiedikon und Mietshäuser ABZ Zurlindenstrasse, Zürich, 1931–1932
- Wohnkolonie Waidfussweg, Zürich, 1934–1936
- Volkshaus, Winterthur, 1937–1938
- First Church of Christ Scientist, Zürich, 1937–1938
- Gewerbeschule, Winterthur, 1948–1949